# 五島村
五島村（ごとうむら）は静岡県の西部、長上郡・浜名郡に属していた村である。
現在の浜松市中央区南東部、芳川左岸、馬込川河口左岸にあたる。

## 地理
- 河川：馬込川、芳川

## 歴史
- 1889年（明治22年）4月1日 - 町村制の施行により西島村、江之島村、福島村、平左衛門新田、松島村、鶴島村が合併して長上郡五島村が発足。
- 1896年（明治29年）4月1日 - 郡制の施行により所属郡が浜名郡に変更。
- 1951年（昭和26年）3月23日 - 浜松市に編入。同日五島村廃止。
- 2007年（平成19年）4月1日 - 浜松市が政令指定都市に移行し、旧村域は南区の所属となる。
- 2024年（令和6年）1月1日 - 浜松市の行政区再編に伴い、旧村域が中央区となる。